# Ditaxis sinaloae
Ditaxis sinaloae är en törelväxtart som beskrevs av Ivan Murray Johnston. Ditaxis sinaloae ingår i släktet Ditaxis och familjen törelväxter. Inga underarter finns listade i Catalogue of Life.